# Giambattista Vico

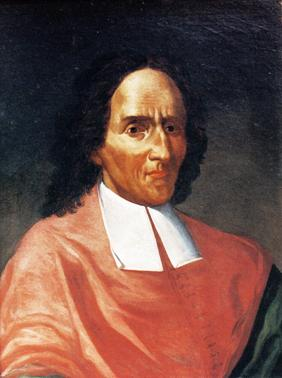
Giambattista Vico

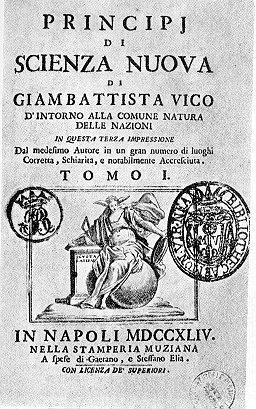
Karta tytułowa Nauki nowej dzieła Giambattisty Vica

Giambattista Vico (ur. 23 czerwca 1668 w Neapolu, zm. 23 stycznia 1744 tamże) – włoski filozof, historiozof, najsłynniejszy przedstawiciel oświecenia włoskiego.
Jego najważniejszym dziełem, stale poprawianym, była Nauka nowa, wydana po raz pierwszy w 1725 roku (trzecia i ostatnia wersja ukazała się już po śmierci autora).

## Życiorys
Urodził się i przeżył niemal całe życie w Neapolu. W wieku siedmiu lat spadł z wysokiej drabiny, w wyniku czego doznał pęknięcia czaszki. Chirurg-balwierz operował tak niewprawnie, że oczekiwano śmierci chłopca. Po kilkuletniej rekonwalescencji Vico powrócił jednak do zdrowia, ale przez całe życie był człowiekiem fizycznie wątłym.
Vico zasadniczo był samoukiem, mimo że uczęszczał do paru szkół wyższych. Po objęciu funkcji preceptora w domu Domenica Rocca znalazł czas na studiowanie tekstów licznych myślicieli starożytnych oraz nowożytnych – np. Bacona, Hobbesa, Locke’a, Pascala, Newtona, Leibniza oraz w szczególności Kartezjusza. W wieku trzydziestu lat wygrał konkurs na wykładowcę retoryki Uniwersytetu Neapolitańskiego i na tym stanowisku pozostał do końca życia. 

## Poglądy
Vico współtworzy historyzm. Doszukuje się w procesach dziejowych prawidłowości. Podkreśla, że jest chrześcijaninem i przyjmuje istnienie Boga jako opatrzności (tylko to zbliża go do św. Augustyna i jego traktatu O państwie Bożym), jednak zajmują go wewnętrzne prawidłowości procesu dziejowego: rozpoznawalne w toku analizy historii i powtarzalne jako proces.
Miał nadzieję, że zostanie w ten sposób napisana „historia idealna” czy też „historia idei” (storia ideal' eterna). Badania zaczął od języka (zwłaszcza etymologii słów) oraz poezji i mitów historycznych. Dzieje ludzkości jego zdaniem przechodziły przez trzy cykle (corso):
- epokę bogów – w których dominuje religia, prawa są surowe, a język jest obrazowy (hieroglify);
- epokę bohaterów (herosów) – panują surowe obyczaje, w języku dominuje poezja;
- epokę ludzi – człowiek osiąga pełną samowiedzę, ufa własnym zdolnościom, pojawia się język prozaiczny oraz historiografia.

W dalszym rozwoju następuje powrót do dawnego stanu rzeczy (ricorso) i proces dziejowy zaczyna się od początku.
Powtarzalność w historii tych trzech cykli oznacza, zdaniem Vica, powtarzające się (i powracające) narzędzia poznania. Są to kolejno: wiara, wyobraźnia (ujawniana w poezji) oraz intelekt. Vico dowodzi historycznej zmienności ludzkiego poznania (zajmując stanowisko antykartezjańskie), a w sposób nowatorski wskazuje wyobraźnię jako władzę poznawczą. Traktuje też poezję jako poznanie metafizyczne i zasób wiedzy, wskazując imiennie Homera: poetę pierwotnego jako poetę-mędrca. Wszystko to czyni z dzieła Vica oryginalny przykład historiozofii.

## Wpływ ideowy
Nauka nowa, zlekceważona przez współczesnych, została z entuzjazmem przyjęta przez romantyzm (poglądy Vica cenił np. Adam Mickiewicz), wpływając na estetykę tej epoki i jej fascynację wyobraźnią. W XX wieku Bolesław Leśmian przejął od Vica swą koncepcję poety jako pierwotnego mędrca, stale czerpali z jego myśli George Sorel i Stanisław Brzozowski, a James Joyce nawiązał do jego historiozofii w swej ostatniej powieści Finneganów tren.

## Dzieła
Przekłady na polski
- Giambattista Vico, Nauka nowa, tłum. Jan Jakubowicz, oprac. Sław Krzemień-Ojak. Warszawa 1966.